# Бакети (Алесандрија)
Бакети је насеље у Италији у округу Алесандрија, региону Пијемонт.
Према процени из 2011. у насељу је живело 27 становника. Насеље се налази на надморској висини од 211 м.